# Koninklijke Belgische Zwembond
De Koninklijke Belgische Zwembond (KBZB), in het Frans Fédération Royale Belge de Natation (FRBN)), is de overkoepelende zwemsportbond in België en is verantwoordelijk voor alle vormen van de zwemsport: lijnzwemmen, waterpolo, artistiek zwemmen, schoonspringen en openwaterzwemmen. De bond is opgericht in 1945 en heeft zijn maatschappelijke zetel in Brussel. Bernard Parez (FFBN) en Kris Geeroms (Zwemfed) zijn de huidige voorzitters. Michel Louwagie is een erevoorzitter van de KBZB.

## Werking
De KBZB is aangesloten bij het Belgisch Olympisch en Interfederaal Comité (BOIC), bij European Aquatics en bij World Aquatics. De raad van bestuur en de algemene vergadering van de KBZB bestaan beide uit vertegenwoordigers van de Vlaamse Zwemfederatie (Zwemfed) en de Fédération Francophone Belge de Natation (FFBN). De Belgische zwembond heeft formeel de bevoegdheid de Belgische zwemwereld te vertegenwoordigen en atleten en ploegen af te vaardigen naar internationale toernooien. De informele macht en het sportieve beleid liggen in feite bij de regionale zwemfederaties, die de beschikking hebben over de financiële middelen.

## Aangesloten clubs
Onder andere:
- Brabant East Swimming Team (BEST)
- Brabo Antwerpen
- Meetjeslandse en Gentse Alliantie (Mega)
- Liège Natation (LgN)
- Cercle de Natation de Bruxelles Atalante (CNBA)
- Gold Swimming Team
- Royal Ghent Swimming Club (RGSC)
- Leuven Aquatics (LAQUA)
- Kortrijkse Zwemkring (KZK)
- Royal Ostend Swimming Club (ROSC)
- Brugse Zwemkring (BZK)
- Hasseltse Zwemvereniging Spartacus (HZS)
- Genker Zwemvereniging Neptunus (GZVN)
- Liège Mosan
- Royal Dauphins Mouscronnois (RDM)
- Swimming Region Kempen (ShaRK)
- Cercle de Natation de Sportcity Woluwe (CNSW)
- Flanders Inter Region Swimming Team (FIRST)

## Auwch Award
In 2016 won de KBZK de Auwch Award - de prijs voor vrouwonvriendelijkheid - omdat de bond besliste om gemengde zwemploegen te verbieden vanaf 15 jaar, uit schrik voor handtastelijkheden door jongens.